# 科赫特拉鄉
59°21′N 27°11′E / 59.350°N 27.183°E

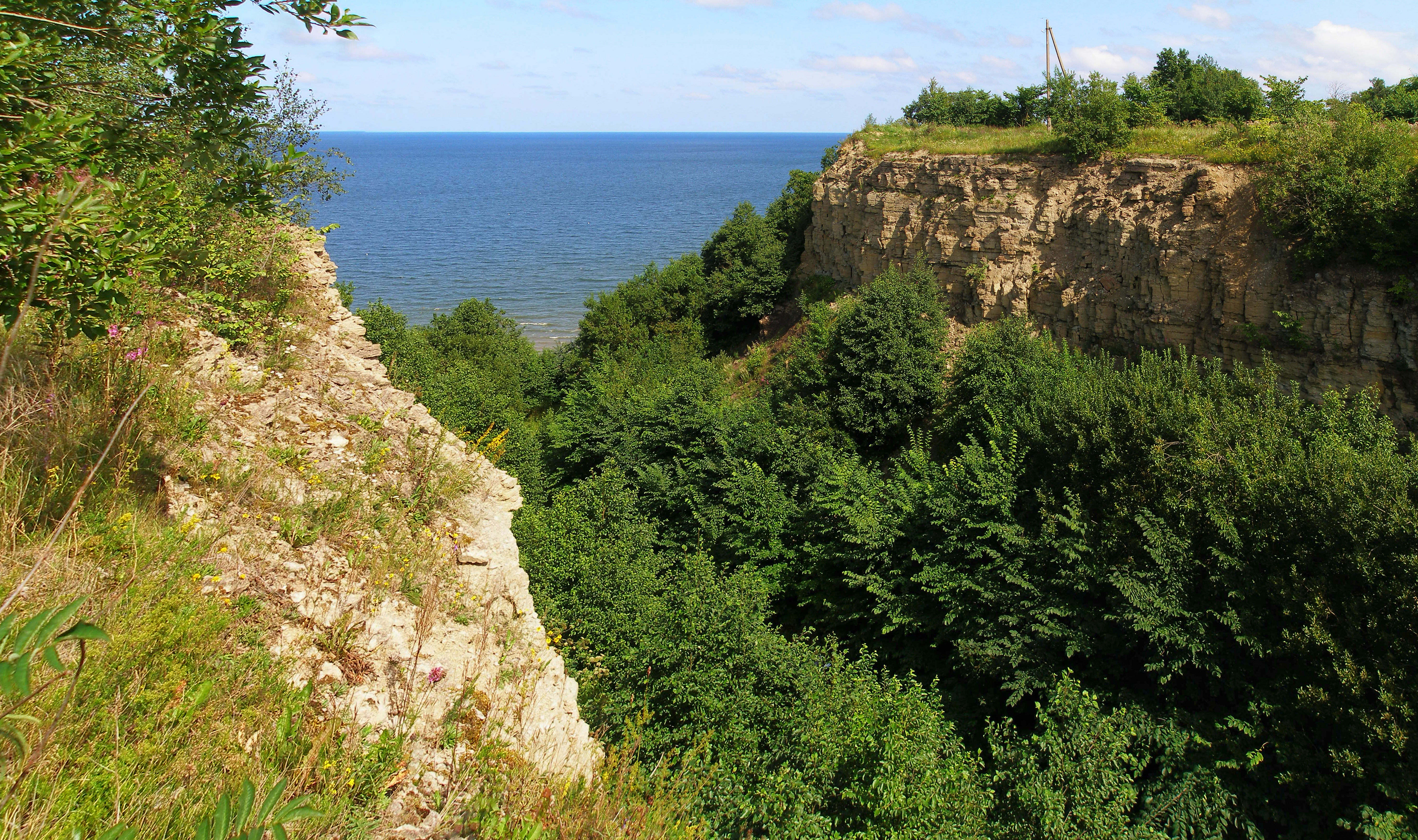

科赫特拉鄉，曾是愛沙尼亞東維魯縣的一個鄉村型市镇，位於該國東北部，行政中心設於耶爾韋，面積101平方公里，2012年人口1,640，人口密度每平方公里16人。
2017年爱沙尼亚行政改革后，科赫特拉市镇和其他市镇一起合并为新的托伊拉市镇。